# Parachanna
Genre
Parachanna est un genre de poissons carnivores originaires d'Afrique. C'est le nouveau nom de Parophiocephalus Senna, 1924, préoccupé[Quoi ?] par Popta 1905.
Ce genre fait partie de la famille des Channidae (ou têtes-de-serpent).
Une espèce fossile, Parachanna fayumensis a été découverte en 2006 en Égypte.

## Liste des espèces
Selon FishBase (28 mai 2015):
- Parachanna africana (Steindachner, 1879)
- Parachanna insignis (Sauvage, 1884)
- Parachanna obscura (Günther, 1861)